# Saint-Maigrin
Saint-Maigrin är en kommun i departementet Charente-Maritime i regionen Nouvelle-Aquitaine i västra Frankrike. Kommunen ligger  i kantonen Archiac som ligger i arrondissementet Jonzac. År 2022 hade Saint-Maigrin 533 invånare.

## Befolkningsutveckling
Antalet invånare i kommunen Saint-Maigrin
Referens:INSEE